# William Milovanović
William Milovanović, né le 6 mai 2002 à Biskopsgården en Suède, est un footballeur suédois qui évolue au poste de milieu central au GAIS.

## Biographie

### En club
Né à Biskopsgården en Suède, William Milovanović est formé par le BK Häcken. Il découvre le monde professionnel avec ce club, jouant son premier match en équipe première lors d'une rencontre de coupe de Suède face à l'IK Gauthiod (en). Il entre en jeu à la place de Bénie Traoré et le BK Häcken s'impose par trois buts à zéro.
Le 2 août 2021, il est prêté au Norrby IF jusqu'à la fin de la saison, soit jusqu'à la fin de l'année.
Le 17 janvier 2023, William Milovanović rejoint la Slovénie et le club du FC Koper.
Le 7 août 2023, Milovanović fait son retour à l'Utsiktens BK, signant un contrat courant jusqu'en décembre 2024,.
En janvier 2024, William Milovanović rejoint le GAIS. Le transfert est annoncé dès le 8 décembre 2023 et il signe un contrat de quatre ans, jusqu'en décembre 2027.

### En sélection
William Milovanović représente la Serbie en sélection, il joue notamment avec les moins de 17 ans pour participer au Championnat d'Europe des moins de 17 ans en 2019. Il joue trois matchs lors de ce tournoi organisé en Irlande. Son équipe est toutefois éliminée dès la phase de groupe avec un bilan de trois défaites en trois matchs.